# Der Müller und sein Kind
Pour plus de détails, voir Fiche technique et Distribution.
Der Müller und sein Kind (littéralement : Le Meunier et son enfant) est un film muet dramatique autrichien de 1911 réalisé par Walter Friedmann. C'est le plus ancien film autrichien conservé intégralement.

## Synopsis
Le fils d'un pauvre meunier veut épouser la fille d'un riche meunier veuf, malveillant et avare. Il use d'astuces pour contrecarrer les plans des amants. La fin imminente du meunier et de sa fille innocente est annoncée par l'apparition de l'oiseau de la mort et du fantôme de cimetière.

## Fiche technique
- Réalisateur : Walter Friedmann
- Camera : Joseph Delmont
- Production : Österreichisch-ungarische Filmindustrie
- Producteurs :	Anton Kolm, Jacob Fleck
- Durée : 600 mètres
- Format : 35 mm, 1:1.33
- Couleur : noir et blanc
- Son : muet
- Genre : dramatique
- Date de sortie : 21 octobre 1911 (Vienne)

## Distribution
- Max Bing (de) : Konrad, le fils du meunier
- Else Heller : Marie, la fille du meunier
- Theodor Weiß : le meunier
- Ernst Lunzer : le propriétaire foncier
- Herr Ludwig : le pasteur

## Production
La même société de production avait déjà tourné un film au même argument et au même titre l'année précédente, mais rien ne subsiste de cette version. 
Le film est basé sur la finale du mélodrame romantique surnaturel d'Ernst Raupach, une œuvre très populaire, dont les premières représentations datent de 1830 et eurent lieu au Burgtheater de Vienne.
La première du film a eu lieu le 21 octobre 1911 à Vienne.